# Lastingham
Lastingham is een civil parish in het bestuurlijke gebied Ryedale, in het Engelse graafschap North Yorkshire met 233 inwoners.